# Alekszandr Nyikolajevics Gromov
 Alekszandr Nyikolajevics Gromov orosz sci-fi-szerző.

## Élete
Rádiómérnök végzettsége van és amatőrcsillagász. Művei a hagyományos sci-fi kategóriáiba sorolhatók, mert fő témaköre a tudomány.

## Munkássága
Regényei:
- Мягкая посадка, 1995
- Властелин пустоты, 1997
- Год лемминга, 1998
- Ватерлиния, 1998
- Шаг влево, шаг вправо, 1999
- Запретный мир, 2000
- Тысяча и один день, 2000
- Вопрос права, 2000
- Крылья черепахи, 2001
- Тысяча и один день, 2001
- Завтра наступит вечность, 2002
- Глина господа бога, 2003
- Первый из могикан, 2004
- Антарктида Online, 2004
- Феодал, 2005
- Исландская карта, 2006
- Русский аркан, 2007
- Шанс для динозавра, 2009
- Игра в поддавки,  2010
- Ребус-фактор, 2010

## Díjai
- Aelita-díj 2006
- Zvjozdnij moszt-díj 2001, 2002, 2004, 2005, 2006

## Fordítás
- Ez a szócikk részben vagy egészben  a(z)   Громов, Александр Николаевич című orosz Wikipédia-szócikk fordításán alapul.  Az eredeti cikk szerkesztőit annak laptörténete sorolja fel. Ez a jelzés csupán a megfogalmazás eredetét és a szerzői jogokat jelzi, nem szolgál a cikkben szereplő információk forrásmegjelöléseként.